# The Sunshine Showdown
The Sunshine Showdown bezeichnet einen berühmten Boxkampf zwischen den damals amtierenden Schwergewichtsweltmeister Joe Frazier und seinem Herausforderer George Foreman. Er fand am 22. Januar 1973 in Kingston, Jamaika statt. Frazier, mit seinen WBA- und WBC-Gürteln seit knapp drei Jahren uneingeschränkter Weltmeister, erlitt durch Foreman die erste Niederlage seiner Karriere.

## Hintergrund
Frazier, der 1968 den ersten der beiden damaligen WM-Titel gewann und zwei Jahre darauf, durch seinen Sieg am 16. Februar 1970 gegen Jimmy Ellis, zum alleinigen Weltmeister aufstieg, galt spätestens seit 1971 mit seinem Sieg gegen den damals noch ungeschlagenen Muhammad Ali als der weltweit beste Schwergewichtsboxer. Im Kampf gegen George Foreman ging er mit deutlichem Übergewicht in den Ring. Viele Kritiker und Fans waren sich einig, dass Foreman nicht mehr als fünf Runden gegen Frazier im Ring überstehen würde. Frazier bekam die damals beachtliche Summe von 800.000 US-Dollar, während Foreman 250.000 für den Kampf erhielt.
| Name           | Kampfname   | Kämpfe | Siege (durch KO) | Niederlagen | Unentschieden |
| -------------- | ----------- | ------ | ---------------- | ----------- | ------------- |
| Joe Frazier    | Smokin’ Joe | 28     | 28 (25)          | 0           | 0             |
| George Foreman | Big         | 38     | 38 (35)          | 0           | 0             |

## Der Kampf
Von Beginn an versuchte Frazier in gewohnter Manier, seinen Gegner mit überfallartigen Angriffen in den Rückwärtsgang zu zwingen. Obwohl er damit mehrere Treffer landen konnte, gelang es ihm nicht, Foreman entscheidend zu beeindrucken, der seinerseits mit kraftvollen Schwingern gegenhielt. Nach gut der Hälfte der ersten Runde musste der Weltmeister nach einem Haken Foremans zu Boden. Er stand sofort wieder auf, wurde aber nach 30 Sekunden erneut niedergeschlagen. Nachdem Frazier sich auch diesmal vor dem Auszählen hatte retten können, folgte unmittelbar darauf der dritte Niederschlag, wobei ihm diesmal der Pausengong zu Hilfe kam. Mit Beginn der zweiten Runde setzte Foreman seine Angriffe fort, so dass der Titelverteidiger nach einer halben Minute den mittlerweile vierten Niederschlag erlitt. Nachdem Frazier erneut angezählt und der Kampf anschließend wieder freigegeben worden war, dauerte es nur wenige Sekunden bis Frazier zum fünften Mal zu Boden musste. Auch hier gelang es ihm, den Kampf wieder aufzunehmen. Nach einem sechsten Niederschlag 15 Sekunden später brach der Ringrichter das Duell schließlich ohne weiteres Anzählen ab, womit Foreman als neuer Weltmeister feststand.

## Nach dem Kampf
- Foreman hielt den WM-Titel anderthalb Jahre und verteidigte ihn in dieser Zeit zweimal. Im Oktober 1974 wurde er im Rumble in the Jungle von Muhammad Ali entthront.
- Frazier und Foreman trafen am 15. Juni 1976 beim Kampf um die NABF-Meisterschaft noch einmal aufeinander. Foreman, der diesmal der Titelverteidiger war, triumphierte auch hier vorzeitig, als Frazier in der fünften Runde nach seinem zweiten Niederschlag aus dem Kampf genommen wurde.

## Rezeption
Der Boxkampf war auf Jamaika ein sportliches Großereignis, über das geredet wurde. Auch Reggae-Musiker nahmen sich des Themas an. Beispielsweise feuerte die Band Burning Spear ihren Favoriten mit der Single Joe Frazier (1972) an. Der Dancehall-Deejay Dennis Alcapone benutzte eine Dub-Version davon und toastete im Song Joe Frazier (Round 2): „Coming from the top of the mountain: Sharp as a razor, a man called Joe Frazier!“ Der jamaikanische Posaunist Vic Gordon machte aus dem Dub seine eigene Instrumentalversion Joe Grazer.
Lee Perry äußerte sich nach dem Kampf. In Sunshine Showdown (1973) stellt er kritische Fragen: „What did happen to Smokin’ Joe Frazier? Did he forget to sharpen his razor?“ Dann analysiert er den Kampf: „The champ went down in the first round and wasn’t able to retain his crown“ und hinterfragt die Leistung des Titelverteidigers: „Did you really defeated Muhammad Ali?“
Der Deejay I-Roy hingegen sprach dem Verlierer Trost zu: Don’t Get Weary Joe Frazier (deutsch „Nicht müde werden, Joe Frazier!“). Auf dem Riddim zu Don’t Get Weary von Tony Brevett bittet I-Roy den vormaligen Weltmeister, niemals aufzugeben. Stattdessen solle er in den Ring zurückkehren und es weiter versuchen („do your thing!“). Glen Brown kommentierte das Ereignis interpretationsoffen mit einer Instrumental-Single, bei der er sich auf keinen Favoriten festlegte: Sunshine Showdown / Winner (1973).